# Годер, Дина Натановна
Ди́на Ната́новна Го́дер (род. 15 сентября 1960, Москва) — российский журналист, театровед, киновед, театральный и анимационный критик, преподаватель. Программный директор Большого фестиваля мультфильмов. Эксперт фонда культурных инициатив Михаила Прохорова.

## Биография

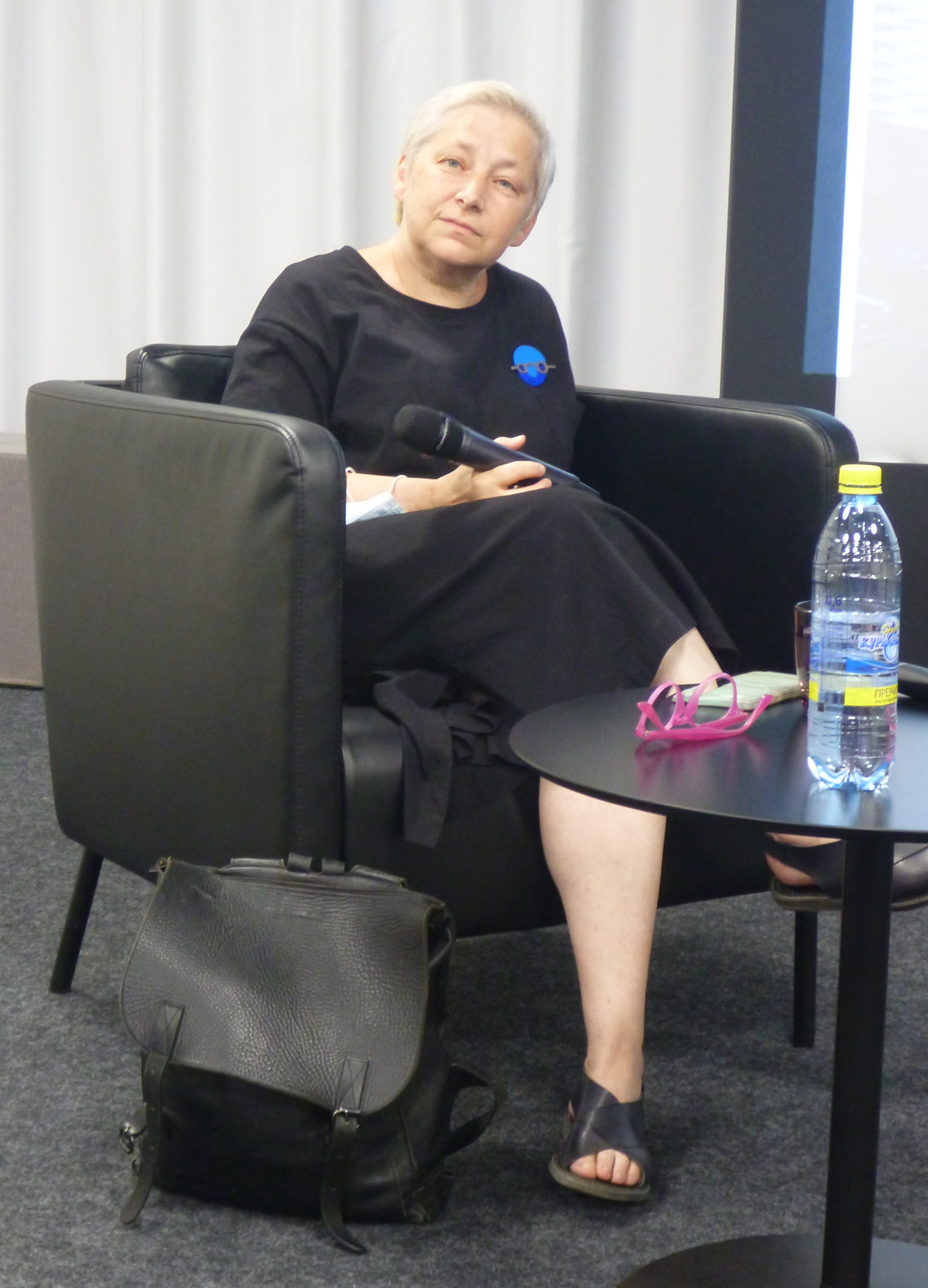
Дина Годер в Ельцин-центре в 2021 году

В 1983 году окончила МИТХТ (факультет химии и технологии редких элементов и материалов электронной техники), а в 1988 году — театроведческий факультет ГИТИСа (история театра России), мастерская Инны Соловьевой. С 1987 года на протяжении трёх лет работала в молодёжной редакции журнала «Театральная жизнь», с 1990 по 1994 — в журнале «Театр». Пять лет Дина Натановна заведовала отделом искусства и была театральным обозревателем в журнале «Итоги. Вместе с Newsweek». С 2001 по 2003 — глава отдела искусства, театральный и анимационный обозревателем «Еженедельного журнала». С 2007 по 2011 была театральным и анимационным обозревателем издания «Время новостей». С 2002 года Годер является куратором и преподавателем Школы культурной журналистики санкт-петербургского культурного фонда «Про Арте». С 2007 года — программный директор Большого фестиваля мультфильмов. Автор проекта Stengazeta.net. Была независимым театральным обозревателем, работала на ТВ, училась в аспирантуре НИИ искусствознания (сектор наследия Всеволода Мейерхольда). Участвует в работе жюри и отборочных комиссий разных фестивалей. С 2015 — организатор образовательного проекта Animatorium (Тель-Авив, Израиль).
Муж — Борис Рабей (род. 1954). Дочери — Екатерина и Варвара.